# اکر بریگ
اکر بریگ (به لاتین: Aker Brygge) یک منطقهٔ مسکونی در نروژ است که در اسلو واقع شده‌است.